# Ионин, Владимир Кузьмич
Влади́мир Кузьми́ч Ио́нин (12 февраля 1935 — 12 марта 2014) — советский и российский математик, специалист по геометрии в целом и хронометрии.

## Биография
Третий ребёнок в семье, две старшие сестры Октябрина и Майа, младший брат Гелий умер в 1938 году в возрасте двух лет.
Отец — Кузьма Петрович Ионин, был убеждённым коммунистом, воевал в партизанском отряде во время гражданской войны. После этого работал техническим руководителем на хлебокомбинате в Барнауле до ареста в 1937 году. В 1938 его осудили и расстреляли, а в 1956 году реабилитировали.
Мать Евдокия Фёдоровна, была домохозяйкой и подрабатывала швеёй и закройщицой. Умерла когда Володя учился в десятом классе.
Окончил школу в Барнауле в 1953 году. Поступил в Томский государственный университет. Дипломную работу защитил под руководством Г. Д. Суворова.
После окончания университета был ассистентом, а потом аспирантом в ТГУ до 1962 года. С 1962 по 2003 год работал в институте математики имени Соболева в Новосибирске. Работал под руководством академиков А. Д. Александрова и Ю. Г. Решетняка.
В 1963 году защитил кандидатскую диссертацию «Некоторые задачи для выпуклых поверхностей с ограничениями на кривизну». В 2001 году защитил докторскую диссертацию «Внешнегеометрические свойства выпуклых гиперповерхностей в пространствах постоянной кривизны и некоторые геометрические свойства неполных римановых пространств неположительной кривизны».
Переехал в Москву, с 2003 по 2005 год преподавал в Московском энергетическом институте. С 2005 по 2011 преподавал в Российском государственном социальном университете. После этого работал в Московском авиационно-технологическом институте.
Умер 12 марта 2014 года.

## Научный вклад

Теорема Пестова — Ионина: Любая область плоскости ограниченная гладкой замкнутой кривой с кривизной не более 1 содержит круг радиуса 1.

- Совместно с Г. Г. Пестовым доказал, что любая область плоской области ограниченной гладкой замкнутой кривой с кривизной не более 1 содержит круг радиуса 1.
- Доказал набор неравенств на внешнегеометрические свойства выпуклых гиперповерхностей. В частности, любая замкнутая поверхность с кривизной хотя бы {\displaystyle 1} лежит в шаре радиус {\displaystyle {\tfrac {\pi }{2}}}.

## Основные работы
- Пестов, Г. Г., Ионин В. К. О наибольшем круге, вложенном в замкнутую кривую // Доклады АН СССР. — 1959. — Т. 127, № 6.
- Ионин В. К. Неравенства между радиусами сфер, связанных с выпуклой поверхностью, Сибирский математический журнал, 1998, т. 39, № 4, с. 814—830